# Jean Wilson
Jean Wilson (ur. 19 lipca 1910 w Glasgow, zm. 3 września 1933 w Toronto) – kanadyjska panczenistka pochodzenia szkockiego.

## Kariera
Wilson urodziła się szkockim Glasgow, jednak wychowała się w Kanadzie. W 1932 roku brała udział w pokazowych zawodach łyżwiarstwa szybkiego podczas igrzysk olimpijskich w Lake Placid. Zwyciężyła tam w biegu na 500 m, a na dystansie 1500 m była druga za Amerykanką Kit Klein. Wystąpiła także w biegu na 1000 m, jednak upadła i ostatecznie zajęła szóste miejsce. W tym samym roku została także mistrzynią Ameryki Północnej. Nigdy nie wystąpiła na mistrzostwach świata. W 1933 roku zmarła na miastenię. Miała 23 lata.